# Gustave de Mévius
Le baron Gustave de Mévius , né à Bruxelles le 27 avril 1834 et mort à Ixelles, 11 janvier 1877 est un homme politique belge de tendance catholique.

## Biographie
Gustave Émile David Ghislain de Mévius, né à Bruxelles le  27 avril 1834, est le fils de Philippe de Mévius et d'Eugénie Willems. Sa famille est d'extraction noble émigrée de Poméranie (Allemagne) au XVIIIe siècle. Il se marie en 1854 à Bruxelles avec Léonie Bosquet. Il est le père du baron David de Mévius, sénateur.
En 1860, il devient membre du Conseil provincial. En 1876, il est nommé gouverneur de la province de Namur par le roi Léopold II, poste qu'il occupe jusqu'à son décès en 1877. Il est en particulier intervenu pour la suppression des barrières à l'entrée des villes. Dans les dernières années de sa courte vie, il n'a pu se consacrer à plein temps à ses activités politiques étant déjà affecté par la maladie.
Il décède des suites d'une longue maladie à Ixelles le 11 janvier 1877. Il reçoit des funérailles à l'église Saint-Boniface d'Ixelles et est inhumé au cimetière de Rhisnes.

## Publication
- Histoire de l'invasion des états pontificaux en 1867, éd. Ch. Peeters, Louvain, 1872.

## Distinctions
En 1871, Gustave de Mévius reçoit du roi Léopold II concession du titre de baron transmissible à ses descendants.
Les distinctions suivantes lui ont été décernées : 
- Chevalier de l'ordre de Léopold en 1872 (Belgique) ;
- Chevalier de l'ordre de Pie IX (Vatican).